# Домбровски, Марек
Марек Домбровский — польский экономист.

## Биография
В 1974 году окончил экономический факультет Варшавского университета. Один из участников проведения экономических реформ в Польше после «Бархатной революции» конца 1980-х. Являлся первым заместителем министра финансов (1989—1990), депутатом Польского Сейма (1991—1993), членом совета по денежно-кредитной политике Национального банка Польши (1998—2004).

## Научная деятельность
Является специалистом по экономике переходного периода, его научным и практическим интересом является переход к рыночной экономике постсоветских стран, оказывал научные консультации странам СНГ. Являлся консультантом МВФ, Всемирного банка.

## Публикации
- Факторы, определяющие «безопасный» уровень госзадолженности: доклад к XV Апрельской международной научной конференции по проблемам развития экономики и общества, Москва, 1-4 апреля 2014 г. — М.: Издательский дом НИУ ВШЭ, 2014. — 52, [4] с. — ISBN 978-5-7598-1158-9
- 30 лет экономических реформ на постсоветском пространстве: макроэкономические процессы // Вопросы экономики. 2022. № 2. С. 5-32.